# Strezetina
Strezetina este o localitate din comuna Ormož, Slovenia, cu o populație de 69 de locuitori.